# Scrophularioideae
Scrophularioideae, potporodica strupnikovki. Sastoji se od 2 tribusa sa 32 roda. Tipični rod je strupnik (Scrophularia) sa 292 vrste trajnica i polugrmova iz Euroazije, Sjeverne Amerike i sjeverne Afrike.
Potporodica je opisana u Flora 16(Beibl. 7): 67, 104., 1833 

## Tribusi i rodovi
1. Subfamilia Scrophularioideae Beilschm.
  1. Tribus Limoselleae Dumort.
    1. Jamesbrittenia Kuntze (84 spp.)
    2. Limosella L. (15 spp.)
    3. Manuleopsis Thell. (1 sp.)
    4. Glekia Hilliard (1 sp.)
    5. Hebenstretia L. (24 spp.)
    6. Dischisma Choisy (11 spp.)
    7. Zaluzianskya F. W. Schmidt (57 spp.)
    8. Pseudoselago Hilliard (28 spp.)
    9. Chenopodiopsis Hilliard (3 spp.)
    10. Phyllopodium Benth. (26 spp.)
    11. Polycarena Benth. (17 spp.)
    12. Tetraselago Junell (4 spp.)
    13. Melanospermum Hilliard (6 spp.)
    14. Glumicalyx Hiern (6 spp.)
    15. Selago L. (191 spp.)
    16. Microdon Choisy (7 spp.)
    17. Gosela Choisy (1 sp.)
    18. Cromidon Compton (12 spp.)
    19. Trieenea Hilliard (10 spp.)
    20. Strobilopsis Hilliard & B. L. Burtt (1 sp.)
    21. Globulariopsis Compton (7 spp.)
    22. Sutera Roth (3 spp.)
    23. Camptoloma Benth. (3 spp.)
    24. Barthlottia Eb. Fisch. (1 sp.)
    25. Lyperia Benth. (6 spp.)
    26. Manulea L. (71 spp.)
    27. Chaenostoma Benth. (46 spp.)

  2. Tribus Scrophularieae Dumort.
    1. Verbascum L. (462 spp.)
    2. Rhabdotosperma Hartl (6 spp.)
    3. Nathaliella B. Fedtsch. (1 sp.)
    4. Scrophularia L. (292 spp.)
    5. Antherothamnus N. E. Br. (1 sp.)